# Туристичка организација општине Сента
| Туристичка организација општине Сента |                              |
|                                       |                              |
| Оснивач:                              | Општина Сента                |
| Основана:                             | 2006.                        |
| Седиште:                              | Главни трг 1, · Сента Србија |
| Веб презентација                      | http://www.sentainfo.org/    |
| Контакт:                              | 024/817 818                  |

Туристичка организација општине Сента основана је 2006. године са идејом да обавља послове развоја, унапређења, очувања и заштите туристичких вредности на територији општине Сента. 
Туристичка организација располаже са атрактивном канцеларијом која се налази на најфреквентнијој тачци града, испод куполе Градске куће. Мисија организације усмерена је, поред промоције Општине Сента као атрактивног туристичког места, и на формирање заједничког туристичког производа у смислу обједињења понуде смештајних јединица, ресторана, туристичких агенција, произвођача сувенира, мајстора старих заната, организатора манифестација као и других туристичких актера.

## Делатност
- пружање информација о Општини Сента, локалним знаменитостима, смештајним јединицама и њиховим капацитетима, угоститељским објектима, туристичким
- атракцијама, манифестацијама и другим програмима,
- планирање развоја туризма Општине Сенте,
- израда и дистрибуција туристичког промотивног материјала,
- промовисање Општине Сента на домаћим и међународним туристичким сајмовима,
- учешће у организацији и припреми разних туристичких и културних манифестација,
- координација и сарадња са свим учесницима туристичке понуде,
- сарадња са другим туристичким организацијама, агенцијама, градовима,
- анализа домаћег и страног туристичког тржишта као и праћење статистике туристичке индустрије,
- одржавање и праћење функционисања Спомен-видиковца Сенћанске битке, ...